# Nikolaj Platonovič Ogarjov
Nikolaj Platonovič Ogarjov (rusky Николай Платонович Огарëв, 24. listopadujul./ 6. prosince 1813greg., Petrohrad, Ruské impérium – 31. květnajul./ 12. června 1877greg., Greenwich, Spojené království) byl ruský socialista, publicista a básník. Ogarjov, stejně jako Alexandr Gercen, byl významným hlasatelem revolučně demokratických idejí a socialistických přeměn v Rusku.

## Životopis

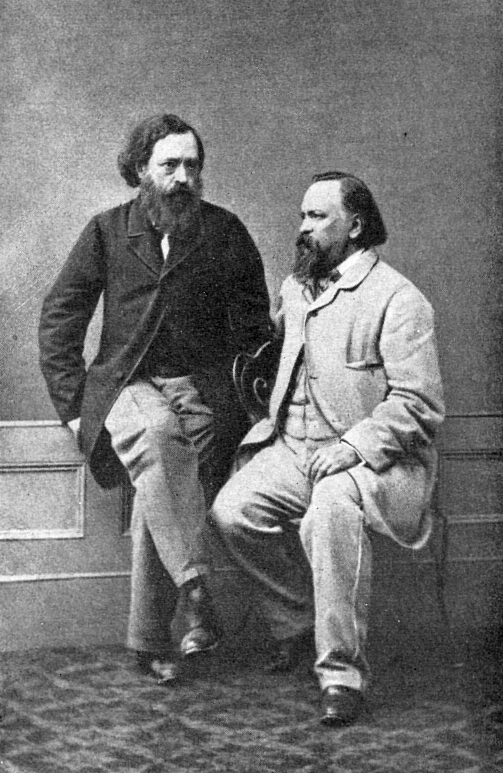
Alexandr Ivanovič Gercen a Nikolaj Ogarjov (v tmavém, zleva)

Jako mladík studoval Nikolaj Ogarjov na moskevské univerzitě, kde se zapojil do studentského hnutí. Roku 1834 byl zatčen a deportován do Penzy.
Když se vrátil do Moskvy, setkal se s Alexandrem Gercenem a Michailem Bakuninem. V roce 1840 utekl Ogarjov do Berlína a navštěvoval tamní univerzitu. O šest let později se vrátil do Ruska.
Roku 1850 byl podruhé zatčen, ale krátce na to byl propuštěn a emigroval do Velké Británie. V Londýně vydával spolu s Gercenem noviny Zvon.
V roce 1862 založil spolu s Gercenem organizaci Zemlja i volja, která však byla roku 1864 rozpuštěna. Opět byla založena roku 1876 Markem Natansonem.
Roku 1869 se Ogarjov setkal s anarchistou Sergejem Něčajevem. Zemřel roku 1877 v Greenwichi.